# Abel Moreno Gómez
Abel Moreno Gómez (Encinasola, Huelva, 1 juli 1944) is een Spaans componist, musicoloog en dirigent.

## Levensloop
Moreno Gómez studeerde onder invloed van zijn vader Manuel Moreno, de dirigent van de plaatselijke banda, muziek. In de banda speelde hij trompet. Later studeerde hij aan het Conservatorio de Música de Zaragoza piano, harmonie, contrapunt, fuga, compositie en musicologie, onder andere bij Víctor Bueno, Jesús Gutiérrez en Pilar Bayona.
Toen hij op 16-jarige leeftijd ingelijfd werd als militair, werd hij lid van de Banda de Música de la Academia de Infantería de Toledo en vervolgde zijn muziekstudies aan deze academie. Gedurende deze tijd was hij oprichter en dirigent van verschillende banda's zoals de Banda de Música del Gobierno Militar de Zaragoza, Banda de Música del Campo de Gibraltar en Banda de Música del División de Navarra nº 6 in Pamplona.
In 1984 werd hij zelf dirigent van de Banda de Música de la División Mecanizada Guzmán el Bueno Nº 2 (Soria 9) in Sevilla en bleef in deze functie tot 1996.
Sinds 1996 is hij dirigent van de Banda de Música del Regimiento Inmemorial del Rey nº 1 del Cuartel General del Ejército en Madrid en is ook tegenwoordig nog in deze functie.
Hij was oprichter van het Conservatorio y Coral Polifónica de Algeciras en van het Conservatorio de San Roque
Hij was heel geïnteresseerd in de muziek voor de processies van de Semana Santa en componeerde zelf ook rond 100 marsen voor deze gelegenheid. Maar hij schrijft ook paso-dobles en symfonische werken.
Zijn werken werden met prijzen en onderscheidingen bekroond, onder andere met de prijs "Ciudad de Sevilla" en "Demófilo" de la célebre Fundación Machado en voor zijn paso-dobles zelf met een prijs van de Franse componistenfederatie en de Europese commissie.

## Composities

### Werken voor banda (harmonieorkest)
- Aires de Jota
- Camino del Rocío, (Aires Rocieros)
- Canción a Cádiz, (Habanera)
- Fandangos de Huelva
- Fiestas en Magallón, (Diana)
- Saludo a Sevilla

- Sevilla del alma mía, (Sevillanas)
- Sevillanas de la banda
- Sevillanas del Betis
- Sevillanas del Sevilla
- Sevillanas del Siglo XVIII
- Temas de Nochebuena

- Villancicos
  1. Arre borriquito
  2. Los peces-En el cielo
  3. Noche de Paz- Rin rin
  4. El pequeño tamborilero
  5. Campana sobre campana
  6. Ale pun ca ta pun
  7. Dime niño
  8. Ay del chiquirritín
  9. Joticas al niño
  10. Madre en la puerta hay un niño
  11. Los Campanilleros

#### Sinfonische werken
- Marchas en la Pantalla
- Poema de Eloy Gonzalo, cantate voor koor en banda (harmonieorkest)
  1. Madrid cuna del héroe
  2. La gesta de Cascorro
  3. Un monumento en el rastro
- Por las Estepas
- Rapsodia Marocha
- Rapsodia Militar Española
- Tríptico Sevillano
  1. Amanecer en el rio
  2. Tarde de feria
  3. La Madrugá

#### Hymnes
- 2000 Himno de la Regata 2000
- Himno a la Esperanza Macarena
- Himno a la Coronación en Montesión
- Himno a la Coronación de Esperanza
- Himno a la Coronación de Marchena
- Himno a María Santísima de las Angustias
- Himno de Huelva
- Himno del Algeciras C.F.

#### Treurmarsen
- Miércoles de via Crucis
- Pasión en Salamanca
- Soledad en Granada

#### Processiemarsen
- 1972 Al Santo Cristo de Magallón
- 1980 Virgen de Flores
- 1985 Cristo de la Presentación
- 1985 Cirios y Claveles
- 1985 Hermanos Costaleros
- 1985 Lloran los Clarines
- 1986 Virgen de los Dolores
- 1986 Cristo de la Defensión
- 1986 Cristo de la Defensión
- 1987 Consolación de Nervión
- 1987 Virgen de los Estudiantes
- 1987 La Madrugá
- 1987 Soledad Franciscana
- 1987 Nuestra Señora de las Mercedes
- 1988 Macarena
- 1988 Inmaculada Madre y Patrona
- 1988 Nuestra Señora de la Paz
- 1988 Virgen de San Bernardo
- 1988 Al Señor de Sevilla
- 1988 Madre de los Gitanos Coronada
- 1988 Soledad de Los Servitas
- 1990 Virgen de los Reyes
- 1990 Paz del Porvenir
- 1990 Gracia y Amparo
- 1990 María Santísima de la O
- 1990 Aurora de Santa Marina
- 1990 Córdoba Cofrade
- 1991 Esperanza Marinera

- 1991 Nuestra Señora de Aguas Santas
- 1991 Cristo de la Agonía
- 1991 Cachorro
- 1991 Dolores en tu Soledad de Brenes
- 1991 Cantillana en tu Asunción
- 1992 Nuestro Padre Jesús del Calvario
- 1992 Virgen de la Encarnación
- 1992 Virgen de la Merced
- 1994 Aniversario en Nervión
- 1994 A la Voz del Capataz
- 1994 Encarnación Coronada
- 1994 Fuensanta Coronada
- 1994 Reina de los Dolores Coronada
- 1994 Angustias de Alcalá del Río
- 1995 Cádiz Cofrade
- 1995 Concepción de África
- 1995 Jesús de la Victoria
- 1995 Dolorosa de los Remedios
- 1995 Prendimiento
- 1996 Donantes de Flores
- 1996 Esperanza de Huelva
- 1996 Madre de Dios del Rosario
- 1996 Regidor Perpetuo
- 1997 Inmaculada Madre de la Iglesia
- 1997 Paloma Mercedaria
- 1997 Virgen de las Penas
- 1998 Reina del Mar
- 1998 Virgen de los Clavitos

- 1999 Palma Coronada
- 1999 Al Cristo de los Balderas
- 1999 Al Señor de Pasión
- 1999 Esperanza de la Trinidad
- 2000 Esperanza por Huelva Coronada
- 2000 Rosario
- 2002 Al Palo
- 2002 Francisco Santiago
- 2002 Centenario en San Roque
- 2002 Lágrimas de San Juan
- 2002 Miércoles de Via Crucis
- 2002 Pasión en Salamanca
- 2002 Virgen de Rocaamador
- 2003 Amargura Coronada
- 2003 Coronación del Socorro
- 2003 Himno a la Coronación de la Virgen del Rosario
- 2004 Cigarrera
- 2004 Corona de Esparanza
- 2004 Himno a la Coronación de la Esperanza de Marchena
- 2005 Palma, los niños te coronan
- 2005 Semana Santa en Zaragoza
- 2006 Esperanza de la Trinidad Coronada
- 2006 Soledad de Puerto Real
- 2007 Todo se ha Consumado
- 2007 Al Cristo de la Cama
- 2007 Costalero del Dulce Nombre
- 2007 Abrid paso al Nazareno

#### Militaire marsen
- Armas y Cuerpos, (Himno del Ejército)
- Coronel Fernando Sánchez
- División de Montaña
- General García González
- General Valenzuela Teresa
- Himno de la Otan de Madrid
- Marcha de Caballería Nº 1
- Marcha de Infantes

#### Paso-dobles
- Al Litri
- Al Mastro Roberto
- Antequera
- Aragon en Sevilla
- Aupa Zarpaï
- Barrancos
- Biarritz
- Brisas del Moncayo
- Cagancho
- Calle Sierpes
- César Rincon
- Cumbres de San Bartolomé
- Dávila Miura
- Del Canton al Partillo (Pasacalle)
- Denis Loré
- Encinasola
- El arte de Zambrana

- El Fundi
- El Juli
- Feria en Dax
- Francisco Rivera Ordoñez
- Jabugo
- Jesulín de Ubrique
- Jimena Cuanto te Quiero
- Juán Bautista
- La Granada
- Los Barrios
- Los Maletillas
- Los Picones
- Miguel Abellán
- Mirador de la Bahia
- Morante de la Puebla
- Nimeño
- Olé Chamaco

- Oliva de la Frontera
- Paco Ojeda
- Paseo Pan y Vino
- Pedrito de Portugal
- Plaza Agorila
- Plaza de España
- Que Bonito es Castellar
- Richard Milian
- Sebastián Castella
- Solera de Bollullos
- Suerte Mecquerillos
- Torero grande
- Toros en Arles
- Toros en el Puerto
- Victorino Martín
- Zalamea la Real

- Biblioteca Nacional de España: XX1102495
- Gemeinsame Normdatei: 1196744076
- International Standard Name Identifier: 0000 0000 5922 4130
- Library of Congress Control Number: no2019094466
- MusicBrainz: 05b6a785-5465-4a56-abfa-244061bed2b1
- Nationale Bibliotheek van Tsjechië: jo20201077643
- Système universitaire de documentation: 087887681
- Virtual International Authority File: 10044614